# Пам'ятник Тарасові Шевченку (Загреб)
Па́м'ятник Тара́сові Шевче́нку в За́гребі (хорв. Spomenik Tarasu Ševčenku u Zagrebu) — пам'ятник у столиці Хорватії, приурочений до 200-ї річниці від дня народження Тараса Шевченка та встановлений 21 травня 2015 на знак багаторічної дружби між Хорватією і Україною.

## Історія
У листопаді 2013 року на зустрічі посла України Олександра Левченка та представників української діаспори з мером Загреба Міланом Бандичем було порушено питання відкриття у Загребі пам'ятника Шевченку, на що Бандич висловив цілковиту згоду.
Передбачалося, що встановлення пам'ятника відбудеться у березні 2014 року на честь 200-річчя від дня народження духовного батька української нації, одначе трагічні події в Україні змусили відкласти у часі цей важливий захід.
Зрештою, пам'ятник відкрили 21 травня 2015 рівно о 13-й годині за місцевим часом. В урочистостях із цієї нагоди взяли участь мер Загреба Мілан Бандич, Посол України в Республіці Хорватія Олександр Левченко, уповноважений Президента Хорватії Антун Керстулович Опара, уповноважений голови хорватського парламенту—керівник Міжпарламентської групи дружби з Україною Гордана Собол, голова Української всесвітньої координаційної ради Михайло Ратушний, заступник міністра культури Хорватії Ален Каймович. Попри проливний дощ на вулиці Українській зібрались сотні людей, представники українських та русинських організацій Хорватії, Боснії і Герцеговини, Сербії та Словенії, представники хорватської громадськості та керівники акредитованих у Хорватії дипломатичних місій.
Пам'ятник постав у столичному районі Новий Загреб-схід, у житловому масиві Травно, у парку на перетині вулиці Української з вулицею Федеративної Республіки Німеччини. За цим перехрестям вулиця Українська переходить у вулицю Ісландську, а паралельно до Української у мікрорайоні Травно пролягає вулиця Ватиканська. Пояснення назвам цих вулиць дав міський голова Загреба Бандич у своєму виступі на церемонії відкриття пам'ятника Шевченку: «Мені приємно, що ми тут, на Українській вулиці, адже восени 91-го року Україна визнала нас однією з перших після Святого Престолу, Ісландії та Німеччини. У Новому Загребі на честь цих країн нині називаються довколишні вулиці». Мер також зазначив, що за рік пам'ятник стане осереддям парку, влаштованого за зразком того, що навколо загребського озера Бундек, та пообіцяв, що столиці Хорватії і України невдовзі стануть містами-побратимами офіційно.
Інший промовець, представник Української громади Республіки Хорватія Борис Гралюк сказав: «Подія, очевидцями якої ми є, стала підсумком ста років вимріяної, заповітної мрії, реалізованої сьогодні у цій великій урочистості». Він також порівняв українську політичну ситуацію з тією, що була у Хорватії 25 років тому, і висловив надію, що вона завершиться
так само.
Пам'ятник вдалося встановити Українській громаді Республіки Хорватія за підтримки Посольства України та у взаємодії з мерією Загреба.

## Подробиці
Автор пам'ятника — український скульптор, член Національної спілки художників України Костянтин Добрянський, який створив також пам'ятник Іванові Франку в хорватському місті Ліпік, відкритий з ініціативи Посольства України в Хорватії у 2011 році.
Погруддя пам'ятника вирізьблено із сірого граніту. На чільному боці постаменту викарбувано напис хорватською мовою: «Тарас Шевченко, український поет, 1814–1861».